# Acantilados Rosados
Acantilados Rosados (en inglés: Pink Cliffs) son una serie de acantilados muy secos, de aproximadamente 35 millas (56 kilómetros) de longitud, a lo largo del borde sureste de la Meseta de Paunsaugunt (Paunsaugunt Plateau), en el suroeste del estado de Utah en los Estados Unidos. Los acantilados son formaciones rocosas únicas y son protegidas en gran medida como parte del Parque nacional Cañón Bryce (Bryce Canyon National Park).
Geológicamente las rocas son de color rosa y de rojo y son formaciones de piedra caliza, constituyendo la parte superior de una "gran escalera" que desciende hacia el sur hasta el Gran Cañón en el estado de Arizona.